# Bernhard Gottlieb von Hingenau
Bernhard Gottlieb Freiherr von Hingenau (* 27. Juli 1759 in Graz; † 16. Juni 1833 in Graz) war in verschiedenen staatlichen Funktionen tätig. Von 1815 bis 1827 war er Präsident der obderennsischen Landesregierung in Linz.

## Biografie
Hingenau war der Sohn des innerösterreichischen Landrates Franz Gottlieb Freiherrn von Hingenau und der Aloisia Freiin von Berlendis.
Schon in jungen Jahren trat er in den Staatsdienst ein, war von 1787 bis 1802 Kreishauptmann in Klagenfurt, danach Delegat in Padua, Hofrat der Hofkanzlei in Wien und ab 1808 Vizepräsident des steiermärkischen Guberniums. 1815 wurde er zum Präsidenten der Regierung des Erzherzogtums Österreich ob der Enns ernannt und blieb in dieser Funktion bis zu seiner Pensionierung im Jahr 1827. Er starb am 16. Juni 1833 in Graz.

## Auszeichnungen
- k. k. geheimer Rat
- Kommandeur des St.-Stephans-Ordens
- Träger des Goldenen Zivil-Ehrenkreuzes